# قطعنامه ۲۱۱ شورای امنیت
قطعنامه  ۲۱۱ شورای امنیت سازمان ملل متحد که در تاریخ ۲۰ سپتامبر ۱۹۶۵ تصویب شد، سندی بین‌المللی دربارهٔ مسئلهٔ هند-پاکستان است. این قطعنامه طی نشست ۱۲۴۲ام 
با ۱۰ موافق،۰ مخالف و۱ ممتنع تصویب شد.